# My Time (singel Fabolousa)
My Time – drugi singel amerykańskiego rapera Fabolousa promujący jego album pt Loso’s Way. Gościnnie występuje piosenkarz R&B. Został wydany w maju 2009 roku. Do utworu powstał teledysk.

## Notowania
| Notowanie (2009)                                  | Najwyższa pozycja |
| ------------------------------------------------- | ----------------- |
| U.S. Billboard Bubbling Under Hot 100 Singles     | 8                 |
| U.S. Billboard Bubbling Under R&B/Hip-Hop Singles | 2                 |
| U.S. Billboard Pop 100                            | 99                |